# Episodi de Le nuove avventure di Scooby-Doo (seconda stagione)
La seconda stagione de Le nuove avventure di Scooby-Doo è stata trasmessa negli Stati Uniti su Cartoon Network dal 19 novembre 2004 al 27 maggio 2005.
In Italia è stata trasmessa su Cartoon Network dal 5 aprile 2004.
| Episodio | Titolo originale                     | Titolo italiano                    | Trasmissione originale | Trasmissione italiana |
| -------- | ------------------------------------ | ---------------------------------- | ---------------------- | --------------------- |
| 1        | Big Appetite in Little Tokyo         | Il gigante affamato                | 19 novembre 2004       |                       |
| 2        | Mummy Scares Best                    | La maledizione della mummia        | 26 novembre 2004       |                       |
| 3        | The Fast and the Wormious            | Più veloce del verme               | 3 dicembre 2004        |                       |
| 4        | High-Tech House of Horrors           | La casa stregata                   | 10 dicembre 2004       |                       |
| 5        | The Vampire Strikes Back             | Il ritorno del vampiro             | 17 dicembre 2004       |                       |
| 6        | A Scooby-Doo Halloween               | La notte di Halloween              | 24 dicembre 2004       |                       |
| 7        | Homeward Hound                       | Cani e gatti                       | 31 dicembre 2004       |                       |
| 8        | The San Franpsycho                   | Il terrore scorre sullo skateboard | 7 gennaio 2005         |                       |
| 9        | Simple Plan and the Invisible Madman | L'uomo invisibile                  | 14 gennaio 2005        |                       |
| 10       | Recipe for Disaster                  | La ricetta segreta                 | 21 gennaio 2005        |                       |
| 11       | Large Dragon at Large                | Il tesoro del Drago                | 28 gennaio 2005        |                       |
| 12       | Uncle Scooby and Antarctica          | Zio Scooby e l'antartide           | 4 febbraio 2005        |                       |
| 13       | New Mexico, Old Monster              | La leggenda del Wakumi             | 20 maggio 2005         |                       |
| 14       | It's All Greek to Scooby             | Il mistero dell'amuleto            | 27 maggio 2005         |                       |

## Il gigante affamato
Velma vince il primo premio di un concorso per inventori, ossia un viaggio a Tokyo per lei e i suoi amici. In un ristorante della capitale giapponese, Shaggy mangia una pizza sulla quale uno strano personaggio lancia un sortilegio.

## La maledizione della mummia
La gang, in vacanza in Egitto, viene a conoscenza di una mummia che trasforma tutti in zombi. La situazione precipita quando anche Fred, Velma e Daphne vengono "zombizzati".

## Il ritorno del vampiro
Titolo originale: il vampiro risponde
In questa nuova avventura la mystery Incorporated e in Transilvania per assistere alle registrazioni del nuovo video musicale delle Hex girls, purtroppo le amiche li informano della presenza di un vampiro nel castello, la gang lo cattura molto in fretta. 
Ma promette di tornare a tormentarli molto presto.

## La notte di Halloween
La gang è in vacanza dagli zii di Velma per Halloween. Ma una leggenda riguardo ad uno spettro e a feroci spaventapasseri cerca di rovinare la festa di Halloween.

### Doppiaggio
Il personaggio di Agnes è doppiato in originale da Rhea Perlman.

## Cani e gatti
Un mostro-gatto cerca di rovinare la mostra canina. La gang indaga ma deve vedersela anche con due criminali e un finto Scooby.
Il personaggio di Meadow è doppiato in originale da Jennifer Hale.

## Il terrore scorre sullo skateboard
Il fantasma di un carcerato senza mano cerca di rovinare una gara di skateboard a cui partecipa un amico della gang. Ma i nostri eroi gli mettono i bastoni tra le ruote.

## L'uomo invisibile
Un mostro inizia a rapire alcuni musicisti. La gang indaga come al solito ma scoprono di dover catturare una creatura invisibile.

## La ricetta segreta
Titolo originale: ricetta per il disastro 
La Mistery Incorporated e in visita alla fabbrica di Scooby Snack dopo che Shaggy ha vinto un concorso, vengono però a sapere che la fabbrica e infestata da un mostro fatto di pastella per croccantini Scooby.

## Il tesoro del drago
Titolo originale: grosso drago in generale 
La Mistery Incorporated e in Scozia per prendere parte a una fiera rinascimentale che si tiene in un autentico castello, però Shaggy e Scooby incontrano un drago poco amichevole che li fa scappare a gambe levate.

## Zio Scooby e l'antartide
La Mistery Incorporated e in Antartide per riportare un pinguino a casa, però vengono a sapere che un uomo e stato trascinato sotto l'acqua gelida da una creatura squamosa.

## La leggenda del Wakumi
Titolo originale: nuovo Messico, vecchio mostro 
La Mistery Incorporated e in New Mexico per permettere a Shaggy di partecipare a un concorso di statue, vengono però a sapere da un vecchio amico del ragazzo di un gigantesco uccello che rapisce chi si arrampica sulla sua montagna,  il Wakumi.

## Il mistero dell'amuleto
Titolo originale: è tutto greco per Scooby 
La Mistery Incorporated e in vacanza in Grecia per pasqua, però vengono attaccati da un centauro durante uno spettacolo.